# 1917年
1917年（1917 ねん）は、西暦（グレゴリオ暦）による、月曜日から始まる平年。大正6年。

## 他の紀年法
- 干支：丁巳
- 日本（月日は一致）
  - 大正6年
  - 皇紀2577年
- 中国（月日は一致）
  - 中華民国：中華民国6年
  - 清（張勲復辟）：宣統9年
- 朝鮮（月日は一致）
  - 檀紀4250年
  - 主体6年
- 阮朝（ベトナム）
  - 啓定元年12月8日 - 啓定2年11月18日
- 仏滅紀元 : 2459年10月9日 - 2460年閏10月3日
- ヒジュラ暦（イスラム暦） : 1335年3月7日 - 1336年3月17日
- ユダヤ暦 : 5677年4月7日 - 5678年4月16日
- 修正ユリウス日(MJD)：21229 - 21593
- リリウス日(LD)：122070 - 122434

※檀紀は、大韓民国で1948年に法的根拠を与えられたが、1962年からは公式な場で使用されていない。

※主体暦は、朝鮮民主主義人民共和国で1997年に制定された。

## カレンダー
| 1月 |    |    |    |    |    |    |
| 日  | 月 | 火 | 水 | 木 | 金 | 土 |
|     | 1  | 2  | 3  | 4  | 5  | 6  |
| 7   | 8  | 9  | 10 | 11 | 12 | 13 |
| 14  | 15 | 16 | 17 | 18 | 19 | 20 |
| 21  | 22 | 23 | 24 | 25 | 26 | 27 |
| 28  | 29 | 30 | 31 |    |    |    |
|     |    |    |    |    |    |    |

| 2月 |    |    |    |    |    |    |
| 日  | 月 | 火 | 水 | 木 | 金 | 土 |
|     |    |    |    | 1  | 2  | 3  |
| 4   | 5  | 6  | 7  | 8  | 9  | 10 |
| 11  | 12 | 13 | 14 | 15 | 16 | 17 |
| 18  | 19 | 20 | 21 | 22 | 23 | 24 |
| 25  | 26 | 27 | 28 |    |    |    |
|     |    |    |    |    |    |    |

| 3月 |    |    |    |    |    |    |
| 日  | 月 | 火 | 水 | 木 | 金 | 土 |
|     |    |    |    | 1  | 2  | 3  |
| 4   | 5  | 6  | 7  | 8  | 9  | 10 |
| 11  | 12 | 13 | 14 | 15 | 16 | 17 |
| 18  | 19 | 20 | 21 | 22 | 23 | 24 |
| 25  | 26 | 27 | 28 | 29 | 30 | 31 |
|     |    |    |    |    |    |    |

| 4月 |    |    |    |    |    |    |
| 日  | 月 | 火 | 水 | 木 | 金 | 土 |
| 1   | 2  | 3  | 4  | 5  | 6  | 7  |
| 8   | 9  | 10 | 11 | 12 | 13 | 14 |
| 15  | 16 | 17 | 18 | 19 | 20 | 21 |
| 22  | 23 | 24 | 25 | 26 | 27 | 28 |
| 29  | 30 |    |    |    |    |    |
|     |    |    |    |    |    |    |

| 5月 |    |    |    |    |    |    |
| 日  | 月 | 火 | 水 | 木 | 金 | 土 |
|     |    | 1  | 2  | 3  | 4  | 5  |
| 6   | 7  | 8  | 9  | 10 | 11 | 12 |
| 13  | 14 | 15 | 16 | 17 | 18 | 19 |
| 20  | 21 | 22 | 23 | 24 | 25 | 26 |
| 27  | 28 | 29 | 30 | 31 |    |    |
|     |    |    |    |    |    |    |

| 6月 |    |    |    |    |    |    |
| 日  | 月 | 火 | 水 | 木 | 金 | 土 |
|     |    |    |    |    | 1  | 2  |
| 3   | 4  | 5  | 6  | 7  | 8  | 9  |
| 10  | 11 | 12 | 13 | 14 | 15 | 16 |
| 17  | 18 | 19 | 20 | 21 | 22 | 23 |
| 24  | 25 | 26 | 27 | 28 | 29 | 30 |
|     |    |    |    |    |    |    |

| 7月 |    |    |    |    |    |    |
| 日  | 月 | 火 | 水 | 木 | 金 | 土 |
| 1   | 2  | 3  | 4  | 5  | 6  | 7  |
| 8   | 9  | 10 | 11 | 12 | 13 | 14 |
| 15  | 16 | 17 | 18 | 19 | 20 | 21 |
| 22  | 23 | 24 | 25 | 26 | 27 | 28 |
| 29  | 30 | 31 |    |    |    |    |
|     |    |    |    |    |    |    |

| 8月 |    |    |    |    |    |    |
| 日  | 月 | 火 | 水 | 木 | 金 | 土 |
|     |    |    | 1  | 2  | 3  | 4  |
| 5   | 6  | 7  | 8  | 9  | 10 | 11 |
| 12  | 13 | 14 | 15 | 16 | 17 | 18 |
| 19  | 20 | 21 | 22 | 23 | 24 | 25 |
| 26  | 27 | 28 | 29 | 30 | 31 |    |
|     |    |    |    |    |    |    |

| 9月 |    |    |    |    |    |    |
| 日  | 月 | 火 | 水 | 木 | 金 | 土 |
|     |    |    |    |    |    | 1  |
| 2   | 3  | 4  | 5  | 6  | 7  | 8  |
| 9   | 10 | 11 | 12 | 13 | 14 | 15 |
| 16  | 17 | 18 | 19 | 20 | 21 | 22 |
| 23  | 24 | 25 | 26 | 27 | 28 | 29 |
| 30  |    |    |    |    |    |    |
|     |    |    |    |    |    |    |

| 10月 |    |    |    |    |    |    |
| 日   | 月 | 火 | 水 | 木 | 金 | 土 |
|      | 1  | 2  | 3  | 4  | 5  | 6  |
| 7    | 8  | 9  | 10 | 11 | 12 | 13 |
| 14   | 15 | 16 | 17 | 18 | 19 | 20 |
| 21   | 22 | 23 | 24 | 25 | 26 | 27 |
| 28   | 29 | 30 | 31 |    |    |    |
|      |    |    |    |    |    |    |

| 11月 |    |    |    |    |    |    |
| 日   | 月 | 火 | 水 | 木 | 金 | 土 |
|      |    |    |    | 1  | 2  | 3  |
| 4    | 5  | 6  | 7  | 8  | 9  | 10 |
| 11   | 12 | 13 | 14 | 15 | 16 | 17 |
| 18   | 19 | 20 | 21 | 22 | 23 | 24 |
| 25   | 26 | 27 | 28 | 29 | 30 |    |
|      |    |    |    |    |    |    |

| 12月 |    |    |    |    |    |    |
| 日   | 月 | 火 | 水 | 木 | 金 | 土 |
|      |    |    |    |    |    | 1  |
| 2    | 3  | 4  | 5  | 6  | 7  | 8  |
| 9    | 10 | 11 | 12 | 13 | 14 | 15 |
| 16   | 17 | 18 | 19 | 20 | 21 | 22 |
| 23   | 24 | 25 | 26 | 27 | 28 | 29 |
| 30   | 31 |    |    |    |    |    |
|      |    |    |    |    |    |    |

## できごと

### 1月
- 1月11日 - 第一次世界大戦:駐日英国大使が日本艦隊の欧州派遣を本野外相に要請[要出典]
- 1月17日 - アメリカ合衆国がデンマークからヴァージン諸島を2,500万ドルで買収
- 1月20日 - 日本興業銀行・朝鮮銀行・台湾銀行が中華民国に借款を提供（西原亀三の仲介による西原借款）
- 1月22日 - 第一次大戦: 米大統領ウッドロウ・ウィルソンが「勝利なき平和」を提唱
- 1月31日 - ドイツが無制限潜水艦作戦の開始を発表

### 2月
- 2月1日 - 第一次大戦: ドイツが無制限潜水艦作戦を宣言
- 2月3日 - 米国がドイツと国交断絶
- 2月5日 - メキシコで新憲法制定
- 2月7日 - 日本海軍が欧州派遣に向け第1・第2特務艦隊を編成
- 2月10日 - 寺内内閣が日本艦隊の欧州派遣を閣議決定
- 2月12日 - 神戸衛生実験所（後のビオフェルミン製薬）設立
- 2月24日 - イルマ殺しが発生。福岡県福岡市で日独戦ドイツ兵捕虜の妻が殺害される
- 2月26日 - オリジナル・ディキシーランド・ジャズ・バンドが、ニューヨークにて、ジャズ界では初となる商業用レコードをレコーディング

### 3月
- 3月11日 - 日本海軍第2特務艦隊がシンガポールを出発
- 3月12日（ロシア暦2月27日）- ロシア革命: 二月革命（三月革命）勃発（国会臨時委員会が政権掌握を開始）
- 3月12日 - 第一次大戦: 第十次イゾンツォの戦い（6月8日 まで）
- 3月15日（ロシア暦3月2日）- ロシア革命: 国会臨時委員会が臨時政府を樹立。ニコライ2世が皇帝を退位（ロマノフ朝滅亡）
- 理化学研究所創立

### 4月
- 4月4日 - 日本がロシアの臨時政府を承認
- 4月6日 - 第一次大戦: 米国がドイツに対して宣戦布告
- 4月13日 - アメリカ海軍の戦艦「ニューメキシコ」が進水。
- 4月16日 - 明治製糖が房総煉乳に資本参加、乳業部門（のちに明治乳業となる事業）に進出
- 4月16日 - 慶應義塾大学部医学科発足（学長・北里柴三郎）
- 4月17日（ロシア暦4月4日） - ロシア革命: ロシアに帰国した レーニンが四月テーゼを発表（戦争を続ける臨時政府をソビエトが全権力を握るべきだと主張）
- 4月20日 - 第13回衆議院議員総選挙

### 5月
- 5月9日 - 第3回極東選手権大会で東京高等師範学校のサッカー部が日本代表として中華民国チームと対戦（結果:0-5）（日本サッカー初めての国際試合）
- 5月15日 - 東洋陶器（現・TOTO）設立。
- 5月17日 - バレエ「パラード」がパリで初演（台本ジャン・コクトー、音楽エリック・サティ、美術パブロ・ピカソ）
- 「思潮」創刊（阿部次郎）

### 6月
- 6月10日 - 第一次大戦: オルティガーラ山の戦い（6月25日まで）
- 6月17日 - 鈴木三郎助、株式会社鈴木商店を設立（合資会社鈴木商店の事業権を譲渡。味の素創立の日）
- 6月21日 - 第39特別議会召集
- 6月30日 - 短編アニメーション映画「なまくら刀」公開（現存する日本最古のアニメ）

### 7月
- 7月1日 - 安徽督軍張勲の後ろ盾により清の元皇帝愛新覚羅溥儀が復辟を宣言（張勲復辟）
- 7月6日 - 第一次大戦: ファイサル・イブン・フサインと英軍ロレンス大尉が率いる対オスマン帝国反乱軍がアカバを奪取
- 7月12日 - 張勲復辟: 北京政府国務総理段祺瑞率いる討逆軍が張勲軍を破り北京に入城、溥儀が退位を宣言
- 7月17日 - ジョージ5世の命で英王室の家名がサクス・コバーグ・ゴータからウィンザーに改称（ウィンザー朝の始まり）
- 7月21日 - ロシア革命: ロシア臨時政府首班にケレンスキーが就任
- 7月25日 - 日本光学工業株式会社（現 株式会社ニコン）設立

### 8月
- 8月14日 - 第一次大戦: 中華民国がドイツに宣戦布告
- 8月19日 - 第一次大戦: 第十一次イゾンツォの戦い（9月12日まで）
- 8月28日 - 長門型戦艦「長門」起工

### 9月
- 9月1日 - 日本煉乳株式会社（現在の森永乳業）創立
- 9月10日 - 中華民国で孫文が広東軍政府を樹立
- 9月10日（ロシア暦8月27日）- ロシア革命:ロシアで帝政派のラーヴル・コルニーロフが反乱を起こす
- 9月11日 - 早稲田大学で石橋湛山らによる校門占領事件発生（早稲田騒動）
- 9月12日 - 日本で金・地金輸出取締令が出され、金本位制が停止
- 9月30日 - 東京湾岸一帯で高潮水害（大正6年の高潮災害）

### 10月
- 10月7日 - 東京市が1人1升の制限付きで白米を廉価販売。前年から米価が倍以上に上昇したことを受けた措置[1]。
- 10月13日 - ポルトガル、ファティマで太陽の奇跡が起こる
- 10月24日 - 第一次大戦: カポレットの戦い（11月7日まで）

### 11月
- 11月2日
  - 第一次大戦: イギリスがバルフォア宣言を発表（ユダヤ人国家建設を約束することに同意）
  - 日米間で石井・ランシング協定締結（中華民国の独立，門戸開放・機会均等の尊重を約し、満州における日本の権益を米国が承認）
- 11月7日（ロシア暦10月25日）- ロシア革命: ボリシェヴィキが武装蜂起し、十月革命（十一月革命）が起こる。ソビエト政権が樹立される。
- 11月8日（ロシア暦10月26日）- ロシア革命: ソビエト政権が平和に関する布告、土地に関する布告を発表
- 11月20日 - ウクライナ人民共和国が独立宣言
- 11月20日 - 第一次大戦: カンブレーの戦いはじまる

### 12月
- 12月6日 - フィンランドがロシアから独立を宣言
- 12月21日 - 極東練乳株式会社（のちに明治乳業を経て、現在の明治）創立
- 12月25日 - 第40議会召集
- 左右田喜一郎「経済哲学の諸問題」

### 日付不詳
- 本多光太郎がKS磁石鋼を発明
- ヴィルフレード・パレート「一般社会学概論」第1巻
- 萩原朔太郎『月に吠える』
- 志賀直哉『城の崎にて』
- 洞部落が移転
- 神戸市を中心に天然痘が流行。患者5121人、死者935人[2]。

## 誕生

### 1月
・1月1日 - ジュール・グレゴリー・チャーニー、気象学者（+ 1981年）
- 1月5日 - ヴィーラント・ワーグナー、演出家（+ 1966年）
- 1月5日 - 片山栄次、プロ野球選手（+ 生死不明）
- 1月5日 - 家村相太郎、プロ野球選手（+ 2005年）
- 1月8日 - 田村三郎、農芸化学者（+ 2015年）
- 1月10日 - ジェリー・ウェクスラー、アメリカ合衆国の音楽プロデューサー （+ 2008年）
- 1月12日 - 秋山ちえ子、ラジオパーソナリティー・エッセイスト（+ 2016年）
- 1月12日 - 岡晴夫、歌手（+ 1970年）
- 1月13日 - 上林繁次郎、プロ野球選手、政治家（+ 2002年）
- 1月14日 - 小田野柏、元プロ野球選手（+ 2013年）
- 1月15日 - 牧野潔、プロ野球選手（+ 生死不明）
- 1月16日 - 中村民雄、プロ野球選手（+ 2003年）
- 1月17日 - 谷よしの、女優（＋ 2006年）
- 1月18日 - ヴァシーリー・ミシン、宇宙工学者（+ 2001年）
- 1月20日 - 中村歌右衛門 (6代目)、歌舞伎役者（+ 2001年）
- 1月23日 - 近藤次郎、航空工学者（+ 2015年）
- 1月24日 - 冨久正二、マスターズ陸上競技選手（+ 2022年）
- 1月24日 - アーネスト・ボーグナイン、アメリカ合衆国の俳優、1955年アカデミー主演男優賞受賞者（+ 2012年）
- 1月25日 - イリヤ・プリゴジン、化学者・物理学者（+ 2003年）
- 1月25日 - 斎藤隆介、作家（+ 1985年）
- 1月28日 - 望月優子、女優・政治家（+ 1977年）

### 2月
- 2月1日 - 澤村榮治、プロ野球選手（+ 1944年）
- 2月5日 - 山田五十鈴、女優（+ 2012年）
- 2月5日 - 上杉隆憲、米沢上杉家16代目当主、元東京都児童会館長（+ 1995年）
- 2月5日 - 新海希典、陸軍軍人（+ 1945年）
- 2月8日 - 丘灯至夫、作詞家（+ 2009年）
- 2月11日 - シドニィ・シェルダン、脚本家・小説家（+ 2007年）
- 2月11日 - 小野登、映画監督（+ 2008年）
- 2月12日 - 松野頼三、政治家（+ 2006年）
- 2月13日 - 吉阪隆正、建築家（+ 1980年）
- 2月15日 - 小佐野賢治、実業家、国際興業の創業者（+ 1986年）
- 2月18日 - 柳宗玄、美術史家（+ 2019年[3]）
- 2月19日 - 峠三吉、詩人（+ 1953年）
- 2月19日 - カーソン・マッカラーズ、作家（+ 1967年）
- 2月20日 - マニー・ファーバー、画家・美術評論家・映画評論家（+ 2008年）
- 2月20日 - 山本茂実、小説家（+ 1998年）
- 2月25日 - 茅野健一、プロ野球選手（+ 没年不詳）
- 2月27日 - 朝吹登水子、フランス文学者・随筆家（+ 2005年）
- 2月28日 - 横山泰三、漫画家（+ 2007年）
- 2月28日 - 中馬兼四、海軍軍人・特殊潜航艇によるシドニー港攻撃で戦死した士官の一人（+ 1942年）

### 3月
- 3月2日 - ジム・コンスタンティー、メジャーリーガー（+ 1976年）
- 3月8日 - 呉振宇、元・朝鮮民主主義人民共和国人民武力部長（国防大臣）（+ 1995年）
- 3月12日 - 岡田宗芳、プロ野球選手（+ 1942年）
- 3月12日 - 内堀保、プロ野球選手（+ 1997年）
- 3月14日 - 芦田伸介、俳優（+ 1999年）
- 3月15日 - ハンス・ラムバーグ、地球物理学者（+ 1998年）
- 3月18日 - リッカルド・ブレンゴーラ、ヴァイオリニスト（+ 2004年）
- 3月19日 - ディヌ・リパッティ、ピアニスト（+ 1950年）
- 3月20日 - ヴェラ・リン、歌手 (+ 2020年)
- 3月21日 - チャールズ・リンドブロム、政治学者（+ 2018年）
- 3月22日 - 村上一治、プロ野球選手（+ 1965年）
- 3月25日 - 加藤春雄、プロ野球選手（+ 1961年）
- 3月26日 - 柴田錬三郎、小説家（+ 1978年）
- 3月27日 - 大沢清輝、天文学者（+ 2005年）
- 3月28日 - 安部徹、俳優（+ 1993年）
- 3月31日 - ドロシー・ディレイ、ヴァイオリニスト（+ 2002年）

### 4月
- 4月1日 - 内海倫、官僚（+ 2012年）
- 4月2日 - 加藤信夫、プロ野球選手（+ 戦死）
- 4月3日 - 菊川章陽、書家（+ 2011年）
- 4月5日 - ロバート・ブロック、小説家（+ 1994年）
- 4月9日 - 大館勲、プロ野球選手（+ 2000年）
- 4月10日 - 宇野光雄、プロ野球選手（+ 1994年）
- 4月10日 - ロバート・バーンズ・ウッドワード、化学者（+ 1979年）
- 4月12日 - 富永嘉郎、プロ野球選手（+ 2010年）
- 4月13日 - 安西愛子、童謡歌手・声楽家・政治家（+ 2017年）
- 4月14日 - マービン・ミラー、MLB選手会会長（+ 2012年[4]）
- 4月15日 - ハンス・コンリード、俳優（+ 1982年）
- 4月17日 - 南村侑広、プロ野球選手（+ 1990年）
- 4月18日 - 島尾敏雄、小説家（+ 1986年）
- 4月21日 - 辻井弘、プロ野球選手（+ 1993年）
- 4月25日 - 鬼頭数雄、プロ野球選手（+ 1944年）
- 4月25日 - 岡田福吉、プロ野球選手（+ 1944年）
- 4月26日 - サル・マグリー、メジャーリーガー（+ 1992年）
- 4月26日 - イオ・ミン・ペイ、建築家 (+ 2019年)
- 4月28日 - 千秋実、俳優（+ 1999年）
- 4月29日 - 伊賀上良平、プロ野球選手（+ 2000年）
- 4月29日 - 藤野文三郎、プロ野球選手（+ 1948年）
- 4月30日 - 宋平、中華人民共和国 政治家

### 5月
- 5月5日 - 加藤馨、実業家・カトー電気販売社長・ケーズホールディングス名誉会長（+ 2016年）
- 5月7日 - 宮﨑康平、古代史研究家・作家（+ 1980年）
- 5月12日 - 長沢節、水彩画家・デザイナー・エッセイスト・ファッション評論家・映画評論家（+ 1999年）
- 5月15日 - 門前眞佐人、プロ野球選手（+ 1984年）
- 5月17日 - 宮本丈靖、日本の宗教家、妙智会教団会長（+ 2015年）
- 5月23日 - オスカー・シュムスキー、ヴァイオリニスト（+ 2000年）
- 5月25日 - 宇野錦次、プロ野球選手（+ 1997年）
- 5月29日 - ジョン・F・ケネディ、第35代アメリカ合衆国大統領（+ 1963年）

### 6月
- 6月2日 - ハインツ・ジールマン、写真家・動物学者（+ 2006年）
- 6月5日 - 中島河太郎、ミステリー文学評論家・国文学者（+ 1999年）
- 6月6日 - 小森邦夫、彫刻家（+ 1993年）
- 6月6日 - 成田友三郎、プロ野球選手（+ 1989年）
- 6月8日 - 美ち奴、芸者歌手（+ 1996年）
- 6月9日 - エリック・ホブズボーム、歴史家（+ 2012年）
- 6月17日 - アトル・セルバーグ、数学者（+ 2007年）
- 6月17日 - ディーン・マーティン、俳優（+ 1995年）
- 6月20日 - 奈良友夫、元プロ野球選手（+ 生死不明）
- 6月23日 - 溝部武夫、元プロ野球選手（+ 生死不明）

### 7月
- 7月3日 - 中山正嘉、プロ野球選手（+ 1994年）
- 7月10日 - 市田夏生、プロ野球選手（+ 生死不明）
- 7月12日 - 富松信彦、プロ野球選手（+ 1983年）
- 7月12日 - アンドリュー・ワイエス、画家（+ 2009年）
- 7月12日 - 斜里錦菊三、大相撲力士（+ 1950年）
- 7月14日 - 田中実、プロ野球選手（+ 生死不明）
- 7月15日 - 佐藤平七、元プロ野球選手（+ 2007年）
- 7月17日 - ドミトリ・ベリャーエフ、遺伝学者（+ 1985年）
- 7月17日 - ルー・ブードロー、メジャーリーガー（+ 2001年）
- 7月21日 - 松尾敬宇、海軍軍人・特殊潜航艇によるシドニー港攻撃で戦死した士官の一人（+ 1942年）
- 7月22日 - 浜口庫之助、作曲家（+ 1990年）

### 8月
- 8月4日 - 多々良純、俳優（+ 2006年）
- 8月6日 - 野口明、プロ野球選手（+ 1996年）
- 8月6日 - ロバート・ミッチャム、俳優（+ 1997年）
- 8月7日 - チャールズ・シブリー、生物学者（+ 1998年）
- 8月10日 - 青木正一、プロ野球選手（+ 2004年）
- 8月14日 - 上田トシコ、漫画家（+ 2008年）
- 8月16日 - 安藤仁子、日清食品創業者・安藤百福の妻（+ 2010年）
- 8月23日 - 伊藤桂一、小説家（+ 2016年）
- 8月25日 - メル・ファーラー、俳優（+ 2008年）
- 8月28日 - 原正市、篤農家（+ 2002年）

### 9月
- 9月2日 - 阿部重四郎、プロ野球選手（+ 生死不明）
- 9月9日 - 比留木虎雄、元プロ野球選手（+ 生死不明）
- 9月9日 - 釣常雄、プロ野球選手（+ 1996年）
- 9月10日 - 木村政彦、柔道家（+ 1993年）
- 9月11日 - 岩澤健吉、数学者（+ 1998年）
- 9月11日 - 轟夕起子、女優（+ 1967年）
- 9月11日 - フェルディナンド・マルコス、第10代フィリピン大統領（+ 1989年）
- 9月13日 - ロバート・ウォード、作曲家（+ 2013年）
- 9月14日 - ルドルフ・バウムガルトナー、指揮者・ヴァイオリニスト（+ 2002年）
- 9月15日 - 稲川善一、俳優（+ 1997年）
- 9月17日 - ボブ・ブロートン、撮影監督（+ 2009年）
- 9月17日 - 尹伊桑、作曲家（+ 1995年）
- 9月20日 - 堤千代、直木賞受賞作家（+ 1955年）
- 9月20日 - 遠藤忠二郎、プロ野球選手（+ 戦死）
- 9月25日 - フィル・リズート、メジャーリーガー（+ 2007年）
- 9月29日 - ハリー・シャウプ、アメリカ合衆国の軍人。階級は大佐。NORADで司令官を務めていた際に、初の「サンタ追跡」を行った。（+ 2009年）
- 9月29日 - 矢野口文雄、録音技師（+ 1985年）
- 9月30日 - 岩崎利夫、プロ野球選手（+ 没年不詳）

### 10月
- 10月2日 - 下元勉、俳優（+ 2000年）
- 10月7日 - ジューン・アリソン、女優（+ 2006年）
- 10月7日 - 久保田一竹、染色家（+ 2003年）
- 10月10日 - セロニアス・モンク、ジャズピアニスト（+ 1982年）
- 10月12日 - 筒井修、プロ野球選手（+ 1990年）
- 10月14日 - トニー谷、コメディアン（+ 1987年）
- 10月17日 - アーサー・シュレジンジャー、アメリカ合衆国の歴史家（+ 2007年）
- 10月17日 - 柏木雄介、大蔵官僚（+ 2004年）
- 10月19日 - 佐藤喜久雄、プロ野球選手（+ 1936年）
- 10月21日 - ディジー・ガレスピー、ジャズトランペット奏者（+ 1993年）
- 10月22日 - ジョーン・フォンテイン、東京府出身のアカデミー賞女優（+ 2013年）
- 10月22日 - 丸尾千年次、プロ野球選手（+ 2000年）
- 10月31日 - 桜井長一郎、声帯模写芸人（+ 1999年）

### 11月
- 11月8日 - ミハイル・ゴルトシュタイン、ヴァイオリニスト・作曲家（+ 1989年）
- 11月14日 - 五味芳夫、元プロ野球選手（+ 1988年）
- 11月14日（旧暦9月30日） - 朴正煕、第5-9代韓国大統領（+ 1979年）
- 11月17日 - 丸林久信、映画監督、脚本家、文筆家（+ 1999年）
- 11月17日 - 清原初男、元プロ野球選手（+ 生死不明）
- 11月19日 - インディラ・ガンディー、第3代インド首相（+ 1984年）
- 11月20日 - 二本柳寛、俳優（+ 1970年）
- 11月20日 - 國兼孝治、政治家、元岩見沢市市長（+1994年）
- 11月22日 - 武藤英司、俳優（+ 1999年）
- 11月23日 - 横山薫範、海軍軍人・真珠湾攻撃で戦死した九軍神の一人（+ 1941年）
- 11月26日 - 佐藤泰正、文芸評論家（+ 2015年）
- 11月30日 - 竹内藤男、元茨城県知事（+ 2004年）

### 12月
- 12月1日 - マーティ・マリオン、メジャーリーガー（+ 2011年）
- 12月15日 - 宝生あやこ、女優（+ 2015年）
- 12月16日 - アーサー・C・クラーク、SF作家（+ 2008年）
- 12月19日 - ヘンリー・グラハム・シャープ、フィギュアスケート選手（+ 1995年）
- 12月21日 - クルト・ヴァルトハイム、政治家、第4代国連事務総長（+ 2007年）
- 12月22日 - 矢野幸夫、元調教師・馬の整体師（+ 2004年）
- 12月23日 - 浜田知明、版画家・彫刻家（＋ 2018年）
- 12月23日 - 水野良一、プロ野球選手（+ 1999年）

### 時期不明
- 日付不明 - ジュルジュ・ルマール[5]、エース・パイロット（+ 1948年）

## 死去
- 1月10日 - バッファロー・ビル、アメリカ西部開拓時代のガンマン（* 1846年）
- 1月31日 - オットー・フィンシュ、民俗学者・博物学者・探検家（* 1839年）
- 2月7日 - ジョゼフ・アレヴィ、言語学者・東洋学者（* 1827年）
- 2月10日 - ジョン・ウィリアム・ウォーターハウス、画家（* 1849年）
- 2月16日 - オクターヴ・ミルボー、作家・劇作家（* 1848年）
- 3月8日 - フェルディナント・フォン・ツェッペリン、ツェッペリン飛行船開発者（* 1838年）
- 3月15日 - 山路愛山、評論家・歴史家（* 1865年）
- 3月27日 - モージズ・イジーキエル、彫刻家（* 1844年）
- 3月31日 - エミール・アドルフ・フォン・ベーリング、医学者（* 1854年）
- 4月1日 - スコット・ジョプリン、作曲家・ピアニスト（* 1868年）
- 4月14日 - ルドヴィコ・ザメンホフ、エスペラント考案者・眼科医（* 1859年）
- 5月3日 - 伊沢修二、教育学者・東京音楽学校及び東京盲唖学校校長（* 1851年）
- 7月12日 - ヒューゴ・シンベリ、画家（* 1873年）
- 8月2日 - 三富朽葉、詩人（* 1889年）
- 8月2日 - 今井白楊、詩人（* 1889年）
- 8月19日 - 菊池大麓、数学者・文部官僚・貴族院議員・政治家（* 1855年）
- 9月11日-ジョルジュ・ギンヌメール､パイロット(*1894年）
- 9月27日 - エドガー・ドガ、画家（* 1834年）
- 10月8日 - セルヒー・ヴァシリキウシキー、画家（* 1854年）
- 10月15日 - マタ・ハリ、スパイ（* 1876年）
- 10月23日 - ウジェーヌ・グラッセ、装飾芸術家（* 1845年）
- 10月23日 - 片山東熊、建築家（* 1854年）
- 11月9日 - マッジ・サイアーズ、フィギュアスケート選手（* 1881年）
- 11月11日 - リリウオカラニ、第8代ハワイ王国女王（* 1838年）
- 11月15日 - エミール・デュルケーム、社会学者（* 1858年）
- 11月17日 - オーギュスト・ロダン、彫刻家（* 1840年）
- 12月13日 - 青山胤通、医学者（* 1859年）
- 12月21日 - 山尾庸三、政治家（* 1837年）

## ノーベル賞
- 物理学賞 - チャールズ・バークラ（イギリス）
- 化学賞 - 該当者なし
- 生理学・医学賞 - 該当者なし
- 文学賞 - ヘンリク・ポントピダン（デンマーク）、カール・ギェレルプ（デンマーク）
- 平和賞 - 赤十字国際委員会